# Rulik nadrzewny
Rulik nadrzewny, rulik groniasty (Lycogala epidendrum (J.C. Buxb. ex L.) Fr.) – gatunek śluzowca.

## Systematyka i nazewnictwo
Pozycja w klasyfikacji według Index Fungorum: Reticulariidae, Liceida, Myxogastria, Myxogastrea, Mycetozoa, Amoebozoa, Protozoa.
Synonimy naukowe:

- Galeperdon epidendron (L.) Weber ex F.H. Wigg. 1780
- Lycogala miniatum Pers., 1794
- Lycoperdon epidendron Bull. 1791
- Lycoperdon epidendrum J.C. Buxb. ex L. 1753
- Lycoperdon sphaericum Gled. 1753
- Reticularia miniata (Pers.) Poir. 1804

## Morfologia
Młode okazy są koloru żywoczerwonego lub pomarańczowego, później przebarwiają się na szarobrązowo. Są miękkie, z czerwoną śluzowatą masą protoplazmy wewnątrz. Pojedynczy okaz ma średnicę do 15 mm. Jest to tzw. zrosłozarodnia. Okryta jest dwuwarstwową okrywą. Okrywa zewnętrzna miejscami rozdwaja się i tworzy pęcherzyki. Pomiędzy obiema okrywami znajduje się włośnia rzekoma, której nitki przebijają okrywę wewnętrzną i wnikają do zarodni.
Zarodniki są bezbarwne, o powierzchni siateczkowanej i pokrytej brodawkami. Mają one średnicę 4–7 μm. Niedojrzała masa zarodników ma barwę różowo-fioletową.

## Tryb życia
Rulik nadrzewny występuje na zmurszałych pniakach, przeważnie w małych grupkach, zwykle w lecie po deszczach. Podobnie jak inne śluzowce, żywi się bakteriami, zarodnikami grzybów i rozmaitymi mikroorganizmami. Nie atakuje drewnianych podkładów. Po dojrzeniu następuje rozerwanie okrywy i uwolnienie zarodników. Okrywa zazwyczaj pęka nieregularnie.

## Występowanie i siedlisko
Gatunek kosmopolityczny, występuje pospolicie na całym świecie, na wszystkich kontynentach (oprócz Antarktydy). W Polsce jest pospolity.

## Przypisy

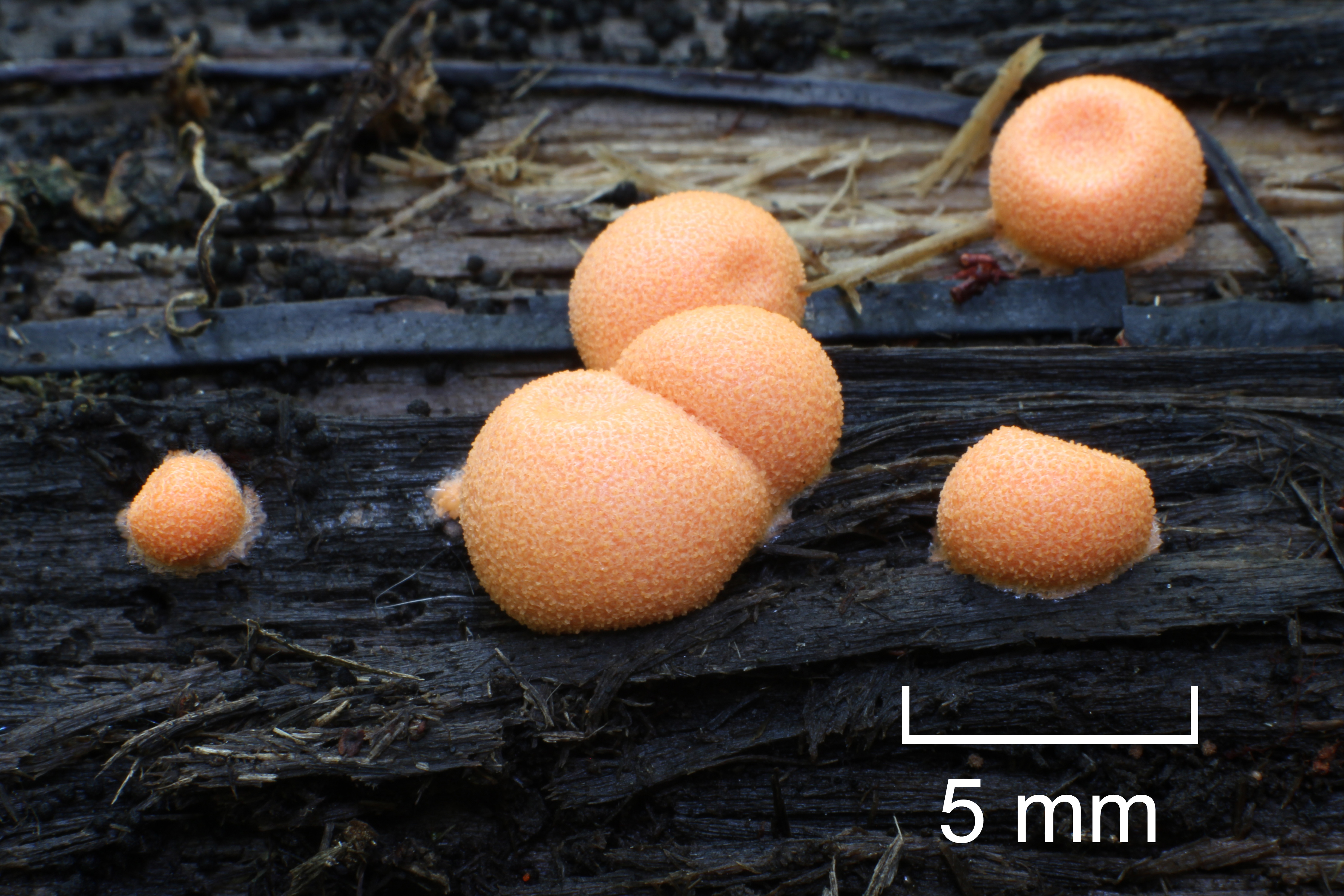
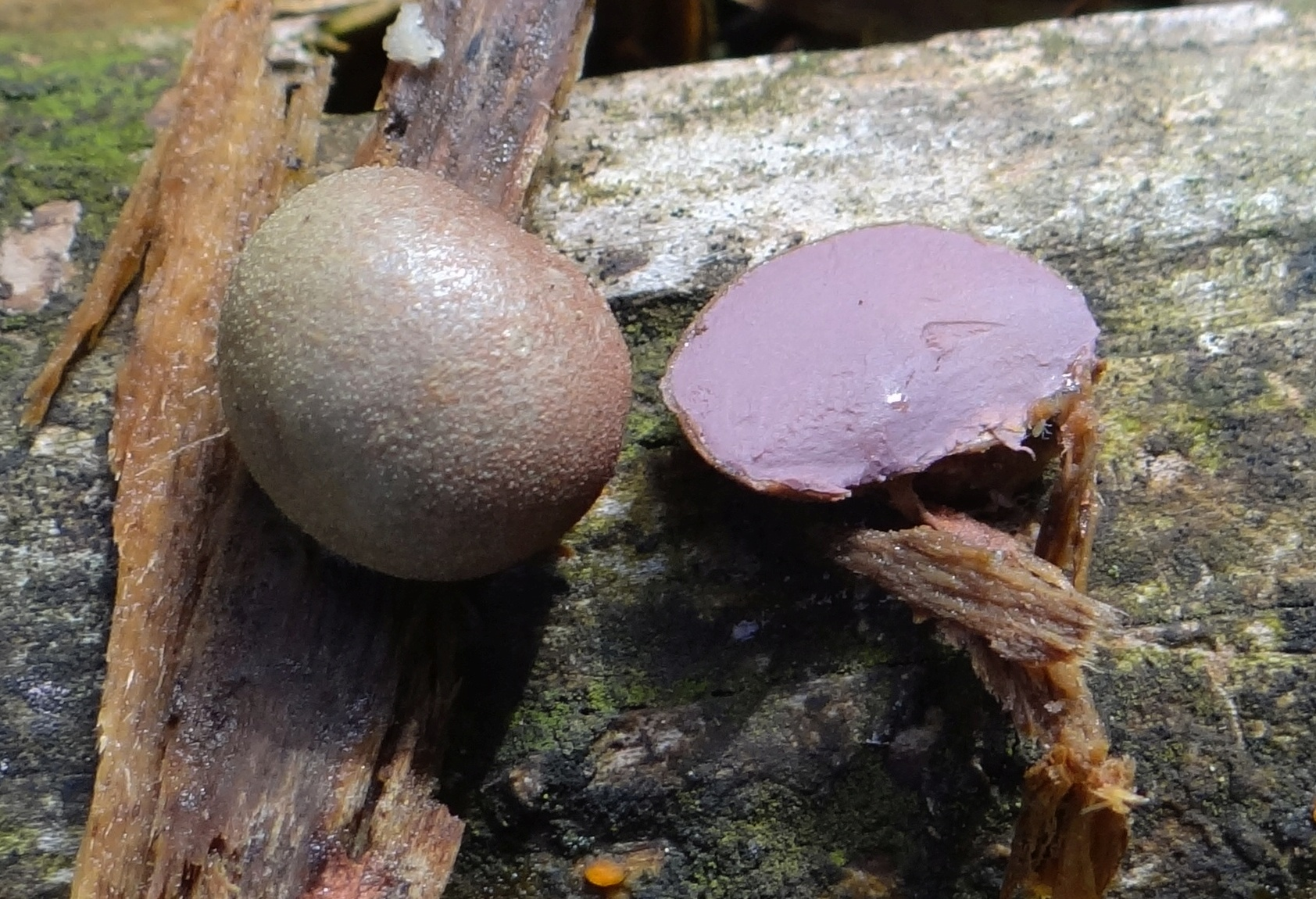
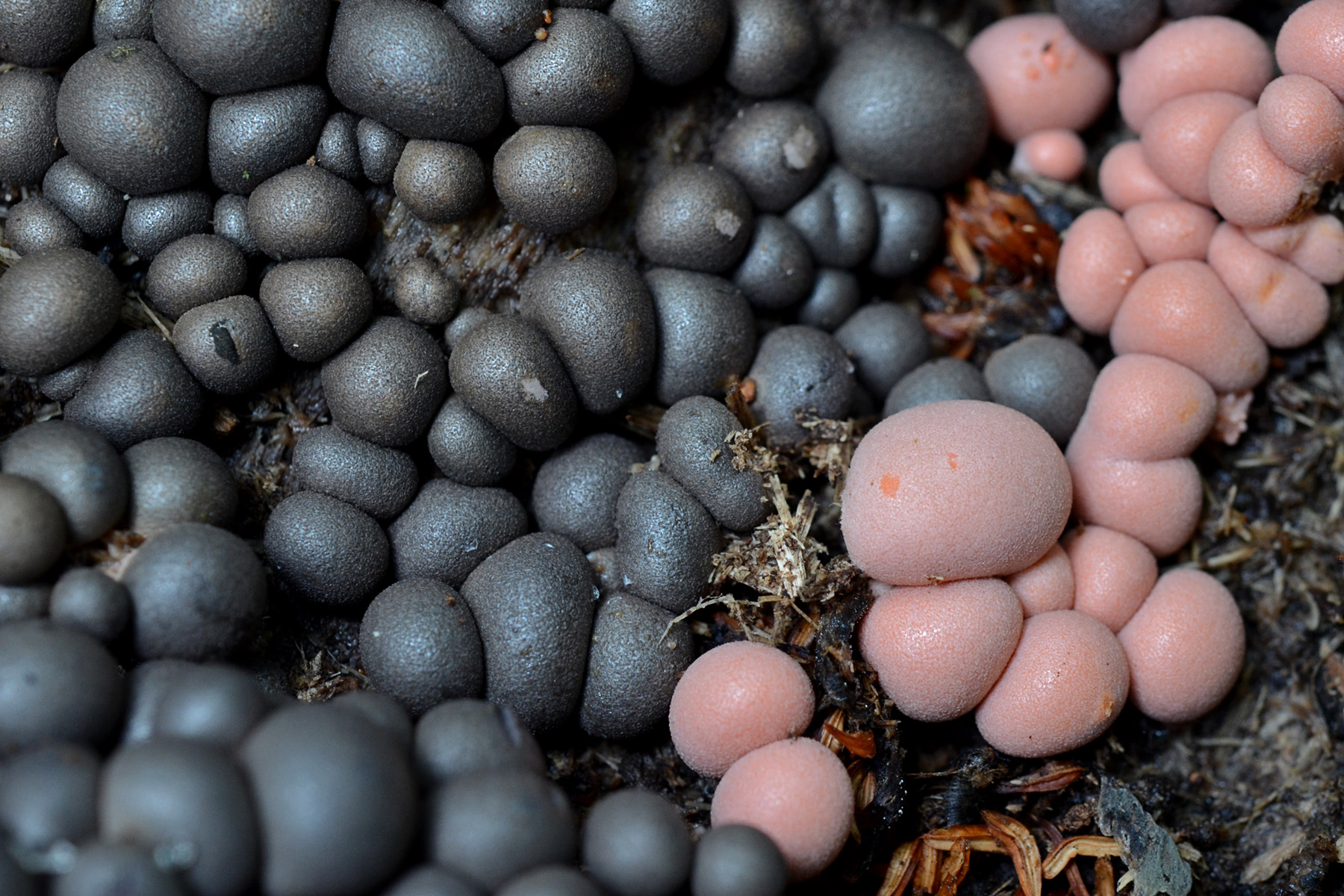
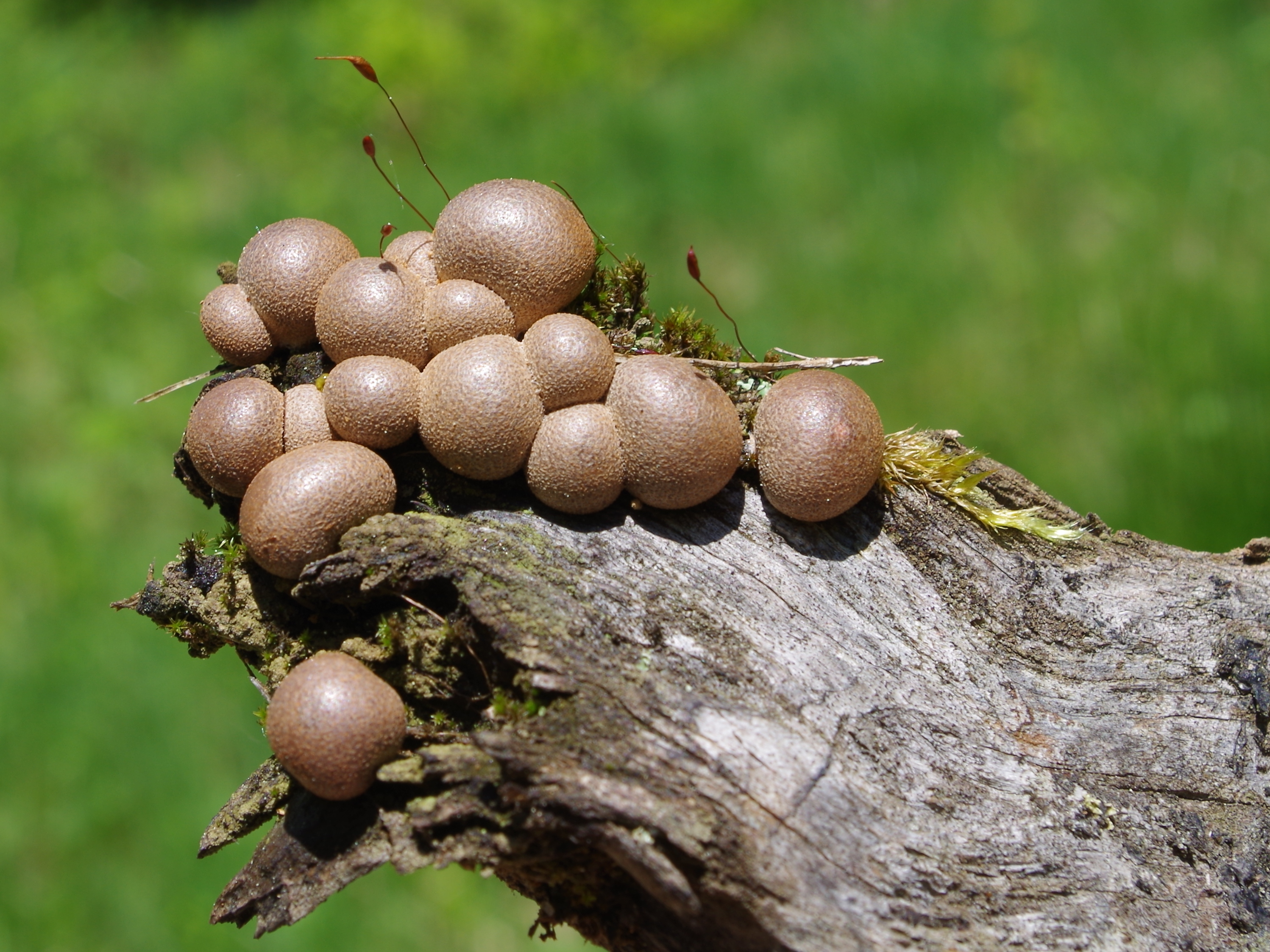